# Hälleviksstrand
Hälleviksstrand är en ort i Orusts kommun, beläget vid viken Lerkilen. Orten kallas lokalt för Strana och är ett fiskeläge med gamla traditioner. 2015 förlorade Hälleviksstrand sin status som tätort på grund av folkmängden minskat till under 200 personer. Från 2015 avgränsar SCB här en småort.

## Historia
Hälleviksstrand nämns i skriftliga källor första gången 1617. Fiskare slog sig ner runt viken med sina båtar och byggde bodar vid havet. Under 1700-talets stora sillperiod växte sillfisket och sillsalterier på orten som drog till sig bönder från Orusts inland. Vid 1800-talets slut växte samhället ytterligare med varmbadhus och pensionat. Berget ovanför strandremsan bebyggdes och mot början av 1900-talet blomstrade samhället i och med tillkomsten av Hälleviksstrands varv.
Hälleviksstrand var och är belägen i Morlanda socken och ingick efter kommunreformen 1862 i Morlanda landskommun. I denna inrättades för orten 29 januari 1886 Hälleviksstrand municipalsamhälle som sedan upplöstes 31 december 1959. 
Här finns också den vackra Hälleviksstrands kyrka, uppförd år 1904. 

### Befolkningsutveckling
| Befolkningsutvecklingen i Hälleviksstrand                          | Befolkningsutvecklingen i Hälleviksstrand | Befolkningsutvecklingen i Hälleviksstrand | Befolkningsutvecklingen i Hälleviksstrand | Befolkningsutvecklingen i Hälleviksstrand |
| ------------------------------------------------------------------ | ----------------------------------------- | ----------------------------------------- | ----------------------------------------- | ----------------------------------------- |
|                                                                    |                                           |                                           |                                           |                                           |
| År                                                                 |                                           |                                           | Invånare                                  |                                           |
| 1900                                                               | 1900                                      |                                           | 438                                       | 438                                       |
| 1910                                                               | 1910                                      |                                           | 503                                       | 503                                       |
| 1920                                                               | 1920                                      |                                           | 484                                       | 484                                       |
| 1930                                                               | 1930                                      |                                           | 415                                       | 415                                       |
| 1940                                                               | 1940                                      |                                           | 346                                       | 346                                       |
| 1950                                                               | 1950                                      |                                           | 277                                       | 277                                       |
| 1960                                                               | 1960                                      |                                           | 229                                       | 229                                       |
| 1970                                                               | 1970                                      |                                           | 200                                       | 200                                       |
| 1980                                                               | 1980                                      |                                           | 198                                       | 198                                       |
| 1990                                                               | 1990                                      |                                           | 245                                       | 245                                       |
| 2000                                                               | 2000                                      |                                           | 225                                       | 225                                       |
| 2010                                                               | 2010                                      |                                           | 214                                       | 214                                       |
| 2015                                                               | 2015                                      |                                           | 187                                       | 187                                       |
| Källor: SCB - Tätorter 1960 - 2010 SCB - Folkräkningen 1900 - 1950 |                                           |                                           |                                           |                                           |